# ویرجیلو بارکو ورگاس
ویرجیلو بارکو ورگاس (به انگلیسی: Virgilio Barco Vargas)؛ (زاده ۱۷ سپتامبر ۱۹۲۱ – درگذشته ۲۰ مه ۱۹۹۷) بیست و هفتمین رئیس‌جمهور کلمبیا از سال ۱۹۸۶ تا ۱۹۹۰ بود.